# Estoloides chamelae
Estoloides chamelae là một loài bọ cánh cứng trong họ Cerambycidae.